# World Computer Chess Championship
Die World Computer Chess Championship (kurz: WCCC, deutsch „Computerschachweltmeisterschaft“) ist ein seit 1974 zunächst alle drei Jahre und inzwischen jährlich stattfindendes Schachturnier, zu dem sowohl Computer-Schachprogramme als auch Schachcomputer zugelassen sind. Die WCCC wird durch die International Computer Games Association (kurz: ICGA, deutsch „Internationale Computerspielevereinigung“) organisiert und häufig zusammen mit der Computer Olympiad durchgeführt.
Seit 1989 wird dem Titelgewinner traditionell die Shannon Trophy überreicht. Diese „Shannon-Trophäe“ (Foto unter Weblinks), halb scherzhaft auch als Shanny bezeichnet, hat die Form eines Schach-Springers. Sie ist benannt nach dem amerikanischen Computerpionier Claude Elwood Shannon (1916–2001), der auch selbst Schachprogramme entwickelte und als „der Vater des Computerschachs“ (englisch the father of computer chess) gilt. Beim ersten Mal übergab Claude Shannon persönlich die Trophäe an Feng-hsiung Hsu, den Entwickler des Siegers Deep Thought (siehe Foto unter Weblinks).

## Geschichte der World Computer Chess Championship (WCCC)
Nachdem in den ersten Jahren Spezialrechner mit besonderer Hardware, wie Belle, Cray Blitz und Deep Thought die Meisterschaft beherrschten, gelang es 1995 mit Fritz 3 zum ersten Mal, einer auf einem handelsüblichen PC laufenden Software den WM-Titel zu erringen. Daran hat sich bis heute nichts geändert.
Die folgende Tabelle zeigt die vergangenen Computerschachweltmeisterschaften und die jeweiligen Titelträger:
| Nr. | Termin                   | Austragungsort          | Siegerprogramm       | Entwickler                                                                           | Herkunftsland    | Hardware                                                              |
| --- | ------------------------ | ----------------------- | -------------------- | ------------------------------------------------------------------------------------ | ---------------- | --------------------------------------------------------------------- |
| 1.  | 5.–8. Aug. 1974          | Stockholm, Schweden     | Kaissa               | Mikhail Donskoy                                                                      | Russland         | British ICL 4/70 \|                                                   |
| 2.  | 7.–9. Aug. 1977          | Toronto, Kanada         | Chess 4.6            | David Slate, Larry Atkin                                                             | USA              | CDC Cyber 176                                                         |
| 3.  | 25.–29. Sept. 1980       | Linz, Österreich        | Belle                | Ken Thompson                                                                         | USA              | DEC PDP-11/23 + 1700 Spezialchips, entwickelt von Ken Thompson        |
| 4.  | 22.–25. Okt. 1983        | New York, USA           | Cray Blitz           | Robert Hyatt                                                                         | USA              | Cray X-MP                                                             |
| 5.  | 11.–15. Juni 1986        | Köln, Deutschland       | Cray Blitz           | Robert Hyatt                                                                         | USA              | Cray X-MP                                                             |
| 6.  | 28.–31. Mai 1989         | Edmonton, Kanada        | Deep Thought         | Feng-hsiung Hsu, Thomas Anantharaman, Murray Campbell, Andreas Nowatzyk, Mike Browne | USA              | Dual-Prozessor-Spezialchips, entwickelt von Feng-hsiung Hsu           |
| 7.  | 23.–27. Nov. 1992        | Madrid, Spanien         | ChessMachine (Rebel) | Ed Schröder                                                                          | Niederlande      | Archimedes RISC                                                       |
| 8.  | 25.–29. Mai 1995         | Hong Kong               | Fritz 3              | Frans Morsch                                                                         | Niederlande      | Pentium 90 MHz                                                        |
| 9.  | 14.–19. Juni 1999        | Paderborn, Deutschland  | Shredder             | Stefan Meyer-Kahlen                                                                  | Deutschland      | Pentium III 550 MHz                                                   |
| 10. | 6.–11. Juni 2002         | Maastricht, Niederlande | Deep Junior 7        | Amir Ban, Shay Bushinsky                                                             | Israel           | 2 Pentium 4 2.2 GHz                                                   |
| 11. | 22.–29. Nov. 2003        | Graz, Österreich        | Shredder             | Stefan Meyer-Kahlen                                                                  | Deutschland      | Dual Intel Xeon 3 GHz                                                 |
| 12. | 4.–12. Juli 2004         | Ramat-Gan, Israel       | Junior               | Amir Ban, Shay Bushinsky                                                             | Israel           | 4 CPUs 2,2 GHz, Proliant HP                                           |
| 13. | 13.–21. Aug. 2005        | Reykjavík, Island       | Zappa                | Anthony Cozzie                                                                       | USA              | 2 AMD-Opteron-Dualcore-CPUs 2,2 GHz                                   |
| 14. | 25. Mai – 1. Juni 2006   | Turin, Italien          | Junior               | Amir Ban, Shay Bushinsky                                                             | Israel           | 2 Intel-Woodcrest-Dualcore-CPUs 3 GHz                                 |
| 15. | 11.–18. Juni 2007        | Amsterdam, Niederlande  | Rybka                | Vasik Rajlich                                                                        | USA / Tschechien | 2 Intel Xeon X5355                                                    |
| 16. | 28. Sept. – 4. Okt. 2008 | Peking, China           | Rybka                | Vasik Rajlich                                                                        | USA / Tschechien | Cluster, 40 cores                                                     |
| 17. | 10.–18. Mai 2009         | Pamplona, Spanien       | Rybka                | Vasik Rajlich                                                                        | USA / Tschechien | Intel Xeon W5580 @ 3,2 GHz x 8                                        |
| 18. | 24. Sept. – 1. Okt. 2010 | Kanazawa, Japan         | Rybka                | Vasik Rajlich                                                                        | USA / Tschechien | 200 Nehalem EP Westmere, 2.93-3.6 GHz                                 |
| 19. | 19.–23. Nov. 2011        | Tilburg, Niederlande    | Junior               | Amir Ban, Shay Bushinsky                                                             | Israel           | Intel Xeon W5580 @ 3,2 GHz x 8                                        |
| 20. | 12.–17. Aug. 2013        | Yokohama, Japan         | Junior               | Amir Ban, Shay Bushinsky                                                             | Israel           | Dual Intel Xeon i5, 2,7 GHz                                           |
| 21. | 29. Juni – 3. Juli 2015  | Leiden, Niederlande     | Jonny                | Johannes Zwanzger                                                                    | Deutschland      | 2400 cores, AMD x86-64 @ 2,8 GHz                                      |
| 22. | 27. Juni – 1. Juli 2016  | Leiden, Niederlande     | Komodo               | Don Dailey, Larry Kaufman, Mark Lefler                                               | USA              | 48 cores, Intel i7 @ 2,8 GHz                                          |
| 23. | 3. Juli – 7. Juli 2017   | Leiden, Niederlande     | Komodo               | Don Dailey, Larry Kaufman, Mark Lefler                                               | USA              | 60 cores, Intel Xeon E7-8890 v2 @ 2,8 GHz                             |
| 24. | 12. Juli – 20. Juli 2018 | Stockholm, Schweden     | Komodo               | Don Dailey, Larry Kaufman, Mark Lefler                                               | USA              | 60 cores, Intel Xeon E7-8890 v2.2 4x15 cores @ 2.8 GHz                |
| 25. | 13.–16. Aug. 2019        | Macao, China            | Komodo               | Don Dailey, Larry Kaufman, Mark Lefler                                               | USA              | 128 cores used, 8 x Intel Xeon Platinum 8168 CPU @ 2.7 GHz, 32 GB RAM |

Rybka und Entwickler Vasik Rajlich verloren aufgrund von Plagiatsvorwürfen alle seit 2006 erworbenen Titel und wurden von allen kommenden Weltmeisterschaften ausgeschlossen.

## Top Chess Engine Championship (TCEC)
Die Top Chess Engine Championship wurde im Jahr 2010 (zunächst noch nach dem Namen ihres ursprünglichen Organisators Martin Thoresen benannt als Thoresen Computer Engines Competition) ins Leben gerufen. Die TCEC wird inzwischen auch als Unofficial World Computer Chess Championship (deutsch „Inoffizielle Computer-Schach-Weltmeisterschaft“) bezeichnet, da im Gegensatz zur WCCC auch freie Schachprogramme teilnehmen, wie beispielsweise der bisherige Rekordsieger Stockfish.

## North American Computer Chess Championship (NACCC)
Die erste – noch vor der World Computer Chess Championship stattfindende – große Computerschachmeisterschaft war die erstmals 1970 organisierte Nordamerikameisterschaft. Sie wurde von der Association for Computing Machinery (ACM) ausgerichtet und fand bis 1994 zumeist jährlich statt.

## World Microcomputer Chess Championship (WMCCC)
In der Zeit von 1980 bis 2001 gab es darüber hinaus eine parallel laufende Weltmeisterschaft, zu der nur auf Mikroprozessoren (und nicht auf Großrechnern) laufende Schachprogramme zugelassen waren, die „Mikrocomputer-Schachweltmeisterschaft“ (kurz „Mikro-WM“). Ebenso wie bei der „großen“ WCCC beherrschten auch die WMCCC zunächst die Spezialrechner, wie Mephisto. Ab 1992 wandelte sich auch hier das Bild und die auf PC laufenden Schachprogramme gewannen den WM-Titel.